# Sorriso
Sorriso es un municipio brasileño del estado de Mato Grosso. Se localiza a una latitud 12º32'43" sur y a una longitud 55º42'41" oeste, estando a una altitud de 365 metros. Su población en 2007 era de 55.134 habitantes.

## Economía
La economía del municipio está directamente relacionada con la agricultura, siendo el cultivo de la soja la principal actividad. Actualmente es considerado el mayor productor de soja del país. También destaca la producción de algodón y maíz. Es el municipio que, individualmente, produce más grano en Brasil: el 3% de la producción nacional y 17% de la producción estatal. En sus 600.000 hectáreas, de zonas de cultivo, produce más de 1,8 millones de toneladas de granos, además de 26.400 toneladas de algodón. La soja es el principal cultivo, alcanzando casi el 84% de la producción.

## Geografía
La vegetación del municipio de Sorriso, está constituida por bosque cerrado, bosques abiertos (bosques ciliares) y, el 65% del área del municipio es de campos. Está considerado por algunos un lugar poco atrayente y vistoso, pero que alberga en su interior una considerable riqueza. Dentro de este molde se encuentra el Salto Magessi, localizado a 150 km de Sorriso.
Enclavada entre bosque cerrado y Amazonia, Sorriso disfruta, además de las riquezas naturales, de una posición geográfica privilegiada, con excelentes condiciones de clima, relieve, suelo, hidrografía y todas las condiciones para dimensionar el municipio como uno de los mayores polos de desarrollo del país.

### Clima
El clima de Sorriso puede ser clasificado como clima tropical de sabana (Aw), de acuerdo con la clasificación climática de Köppen.

## Salud
La ciudad también destaca en el área de salud pública, teniendo el Hospital Regional de Sorriso, que es atendido exclusivamente por el Sistema Único de Salud (SUS) y es la única unidad pública estatal del medio-norte matogrossense. Posee 120 camas y cerca de 350 trabajadores. Presta servicios en las principales áreas de medicina.

## Política
El actual prefecto es Clomir Bedin.

## Infraestructura
Sorriso es una ciudad planificada bajo aspectos concretos, pues sus avenidas principales son amplias. Hace plazas, jardines y áreas verdes bien distribuidas.
La ciudad está bien señalizada y tiene poco más del 60% de sus calles asfaltadas. Está entre los 200 municipios brasileros con mejor calidad de vida, ocupando el primer lugar de Mato Grosso en el Índice de Desarrollo Humano Municipal (IDH-M), según el índice de 2004 del Programa de las Naciones Unidas para el Desarrollo (PNUD), recibiendo este premio en el último año de mandato del prefecto Sr. José Domingos Fraga Junior.
Sorriso es punto referencial de la Carretera BR-163, que cruza la región, formando un eje de transporte de vinculación norte/sur, favoreciendo el transporte de la producción. El río Teles Pires también es una importante fuente de riquezas. Tales características hacen de Sorriso un importante polo generador de rentas y divisas para el país.